# 吹く風は秋
『吹く風は秋』（ふくかぜはあき）は、時代劇専門チャンネルとスカパー!が共同制作するオリジナル時代劇の単発テレビドラマ。2017年（平成29年）10月にBSスカパー!で放送。
藤沢周平の連作短篇集「橋ものがたり」から3編をドラマ化する企画「藤沢周平 新ドラマシリーズ 第二弾 橋ものがたり」の第二作である。

## キャスト
- 弥平：橋爪功
- おさよ：臼田あさ美
- 徳次：杉本哲太
- 慶吉：波岡一喜
- 屋台の親父：田山涼成
- 喜之助：岩松了

## スタッフ
- 原作：藤沢周平 「吹く風は秋」（新潮文庫刊／実業之日本社刊『橋ものがたり』所収）
- 監督：鈴木雅之
- 脚本：金子成人
- 企画・プロデュース：宮川朋之
- 製作協力：株式会社松竹撮影所
- 制作：時代劇専門チャンネル／スカパー！／松竹株式会社